# پیمان صلح اسرائیل و مصر
پیمان صلح اسرائیل و مصر (عربی: معاهدة السلام المصرية الإسرائيلية) پیمانی برای صلح بین اسرائیل و مصر بود که در سال ۱۹۷۹ در واشینگتن و در انتهای پیمان کمپ دیوید تنظیم شد. این پیمان، اولین پیمان صلح بین اسرائیل و یک کشور عربی از ناحیه خاورمیانه بود. پس از امضای این قرارداد، مصر از اتحادیه عرب تعلیق شد اما بعدها بازگشت؛ امروزه برخی از کشورهای عربی، اسرائیل را به رسمیت می‌شناسند.